# سید جمال‌الدین قطب
جمال‌الدین قطب (۱۲۸۰ – ۶ آبان ۱۳۶۱) از تجار به نام بازار و از بزرگان ورزش باستانی و نخستین رئیس غیرنظامی فدراسیون کشتی ایران بود.

## زندگی‌نامه
سید جمال‌الدین قطب متولد سال ۱۲۷۵ در محله سنگلج تهران بود. او از نوجوانی علاقه‌مند به ورزش کشتی بود و در زورخانه شمس‌العماره به فعالیت می‌پرداخت. وی از تاجران ثروتمند و خوشنام سرای امید بازار تهران بود. قطب که از سادات موسوی بود، از جمله تجار و بازاریانی بود که برای ساخت مقبره حکیم ابوالقاسم فردوسی کمک‌های مالی کرده‌اند. او همچنین به علت نبود آب شرب مناسب در شهر قم، یک آب‌انبار درآن شهر به نام علمدار کربلا احداث می‌نماید. او از نزدیکان بیت آیت‌الله العظمی حسین طباطبایی بروجردی بود و هر‌ساله در تابستان در منطقهٔ وشنوه در شهر قم در کنار ایشان به استراحت می‌پرداخت. قطب در سن ۸۱ سالگی درگذشت.

## ریاست فدراسیون
روسا فدراسیون کشتی ایران از بدو تأسیس در اختیار نظامیان بود و این سمت برای آنان در جهت ارتقاء مقام و ترفیع درجه حائز اهمیت بود. در تاریخ ششم فروردین ماه سال ۱۳۳۲ رئیس سازمان تربیت بدنی و پیشاهنگی ،سرتیپ دکتر ایزدپناه، سید جمال الدین قطب را که شخصی بانفوذ و مورد توجه دربار و خاندان سلطنتی بود را به عنوان اولین رئیس غیرنظامی فدراسیون کشتی انتخاب کرد و ایشان این سمت را تا سال ۱۳۳۴ و پیش از استعفا بر عهده داشتند. بعدها پس از انقلاب اسلامی از ایشان برای ریاست فدراسیون کشتی ایران دعوت شد که از جانب ایشان به دلیل کهولت سن، این دعوت رد شد.

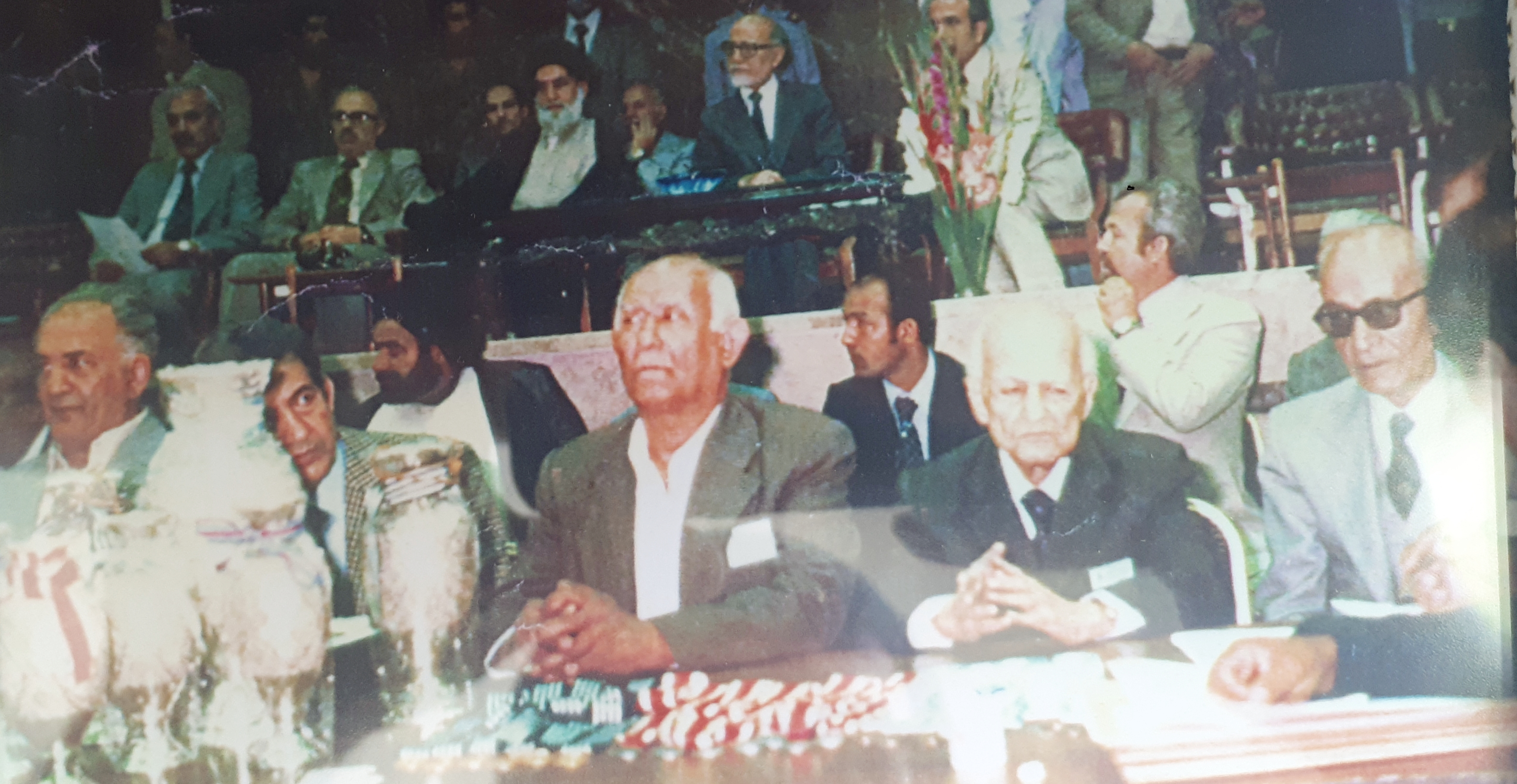
سید جمال‌الدین قطب نفر اول نشسته از راست، نفر دوم رضی زاده (آقا شریف) در پشت سر مهدی بازرگان نخست‌وزیر وقت دیده می‌شود

## مسابقات جهانی توکیو
در سال ۱۳۳۳ شمسی از تیم ملی کشتی آزاد ایران جهت شرکت در مسابقات قهرمانی کشتی جهان ۱۹۵۴ که در کشور ژاپن برگزار می‌گردید دعوت به عمل آمد لذا از طرف قطب ریاست محترم فدراسیون کشتی ایران بخشنامه‌ای به منظور انجام مسابقه‌های انتخابی صادر و به هیئت‌های کشتی تمام استان‌های کشور ارسال گردید و پس از برگزاری مسابقه‌های انتخابی نفرات ذیل به ترتیب وزن به مربی گری کیومرث ابوالملوکی جهت شرکت در مسابقات قهرمانی جهان معرفی شدند.
محمود ملاقاسمی، محمدمهدی یعقوبی، ناصر گیوه‌چی، جهانبخت توفیق، فردین، عباس زندی، غلامرضا تختی و احمد وفادار. سرپرست تیم محمود معروف خانی و داور بین‌المللی مهدی نیک خو.
طبق سنت تاریخ فدراسیون کشتی، عده‌ای از چهره‌های ورزشی یا سیاسی خواهان برکناری رئیس مستقر بودند. به برخی ملی‌پوشان نیز وعده‌هایی داده شده بود تا از قطب حمایت نکنند.
تیمی که قرار بود به ژاپن اعزام شود، رفته رفته داشت در حاشیه غرق می‌شد. کیومرث ابوالملوکی در مصاحبه‌ای گفته‌است «نگران بودم و نمی‌توانستم بی‌تفاوت باشم. باید تیمی قوی و آماده را به توکیو می‌بردم.» او ششم آذرماه بزرگان کشتی را به خانه‌اش دعوت می‌کند. غلامرضا تختی و دوستش حسین عرب، عباس زندی، جهانبخت توفیق، ناصر گیوه‌چی، محمدمهدی یعقوبی و محمود ملاقاسمی رفتند اما ابراهیم کوکپری و فردین به جلسه نرسیدند.
همگی با محوریت ابوالملوکی دست در دست هم گذاشتند تا همه وجودشان را برای موفقیت تیم ملی بگذارند و از قطب حمایت کنند. قسم خوردند و پای سوگندشان هم ایستادند تا آن نتیجه تاریخی را در نخستین دهه از فعالیت بین‌المللی کشتی ایران به جا بگذارند. قطب مردی بود که بودجه فدراسیونش، هزار تومان بود اما اولین طلای جهانی در زمان ریاست ایشان در فدراسیون کشتی به دست آمد.
در طول مسابقات فردین که به خاطر درد شدید نمی‌خواست مبارزه پایانی را برگزار کند و به مدال برنز راضی بود، پس از صحبت‌های ابوالملوکی حاضر به انجام مبارزه شد تا رنگ مدالش را نقره‌ای کند.
به پیشنهاد غلامرضا تختی قرار شد مدال آوران پاداش نقدی خود را با کشتی‌گیرانی که دست خالی مانده‌اند تقسیم کنند.
جهانبخت توفیق طلا، عباس زندی طلا و فردین نقره. تختی در ۸۷ کیلو پنجم شد. غیر از دسته فوق سنگین، بقیه کشتی‌گیران ایران جزو شش نفر برتر قرار گرفتند. به هر کدام از مدال آوران پس از بازگشت به ایران، خانه‌ای ۵۰۰ متری در نارمک اهدا شد که آغاز سنت اهدای جوایز ارزنده به مدال آوران ورزش ایران بود. اعضای تیم ملی همچنین یک هفته در هتل رامسرمهمان سازمان تربیت بدنی بودند و آنجا نیز پاداش‌هایی به کشتی‌گیران اهدا شد.

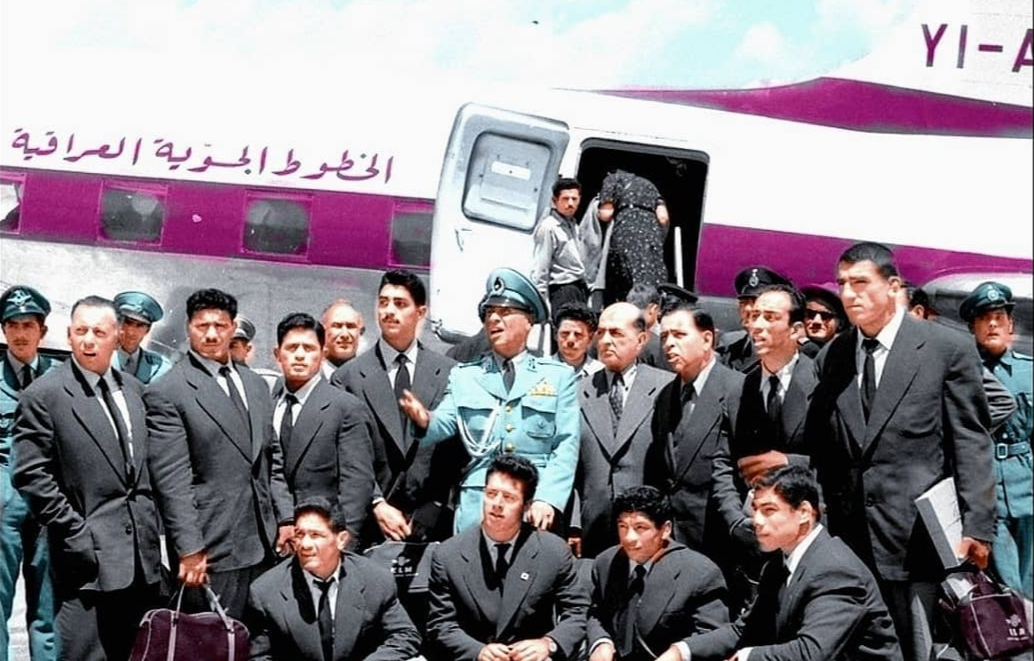
کشتی گیران ایران در مسابقات توکیو ۱۹۵۴ جهانی به همراه سید جمال الدین قطب ریاست فدراسیون کشتیو تیمسار عباس ایزدپناه رئیس سازمان تربیت بدنی

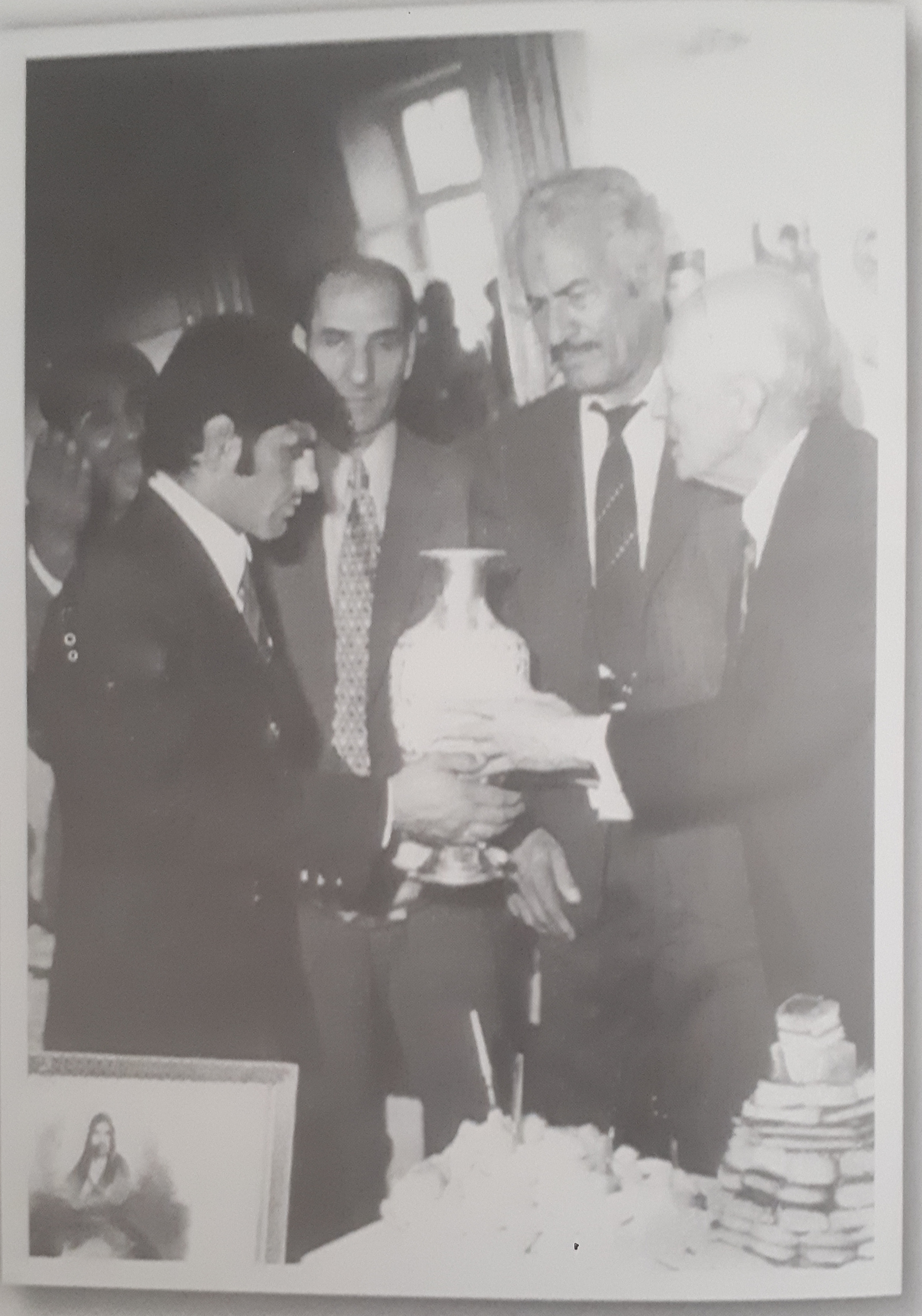
سمت راست سید جمال الدین قطب رئیس فدراسیون کشتی هنگام جایزه دادن به رحیم علی‌آبادی عضو باشگاه پولاد و برنده مدال نقره المپیک ۱۹۷۲ مونیخ

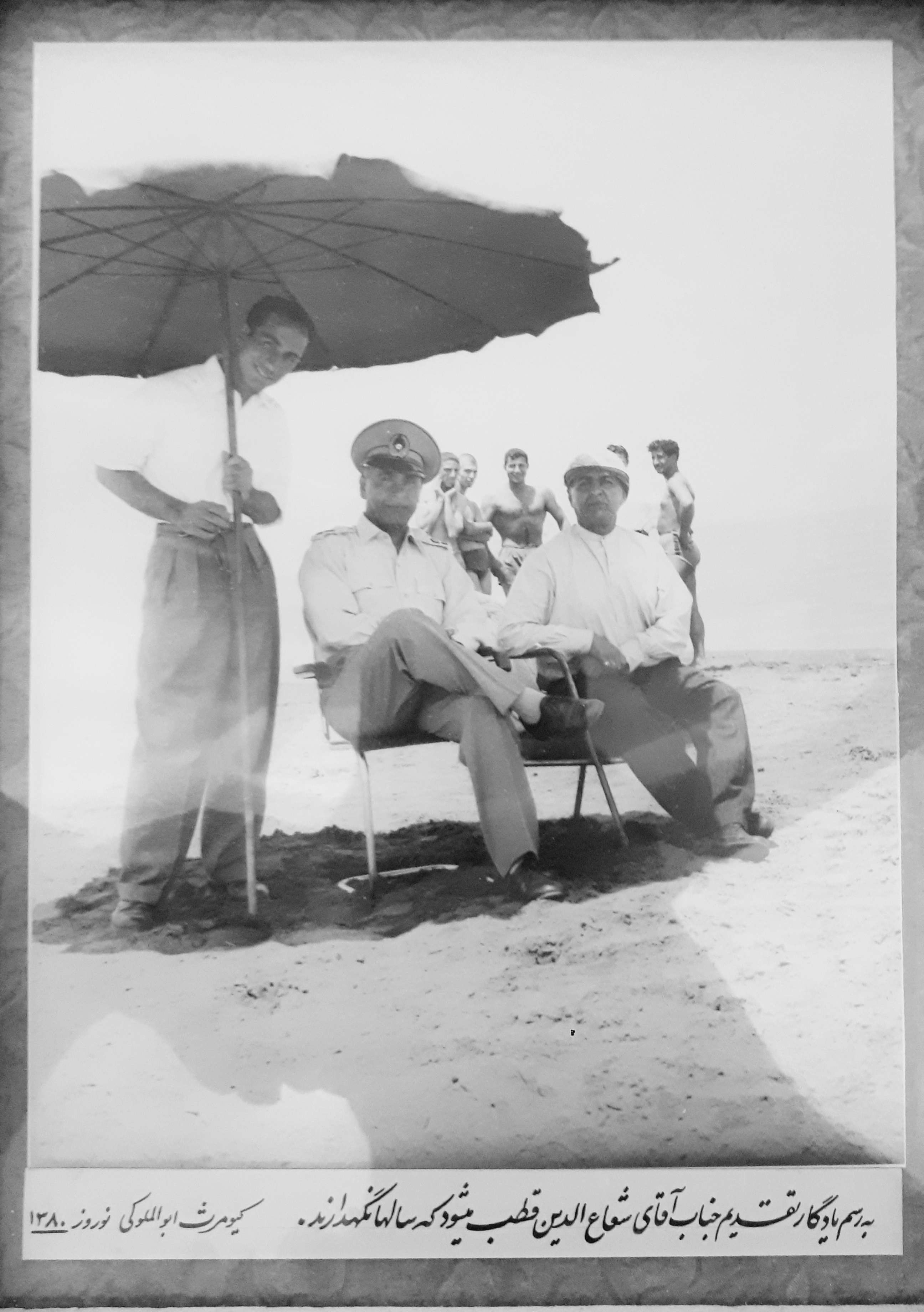
نشسته از راست جمال الدین قطب و عباس ایزدپناه ایستاده کیومرث ابوالملوکی به همراه اعضای تیم ملی در ساحل رامسر

## استعفا
جمال الدین قطب با وجود داشتن کارنامه درخشان در دوران ریاست فدراسیون و مورد احترام شاه و ریاست سازمان تربیت بدنی در تاریخ ۱۳۳۴/۱/۷ از سمت خود استعفا کرد ولی به دستور شخص شاه قبول واقع نشد. او سپس دوباره در تاریخ ۱۳۳۴/۱/۲۱ استعفا نموده که اینبار پذیرفته می‌شود.

## درگذشت
ایشان در تاریخ ۱۳۶۱/۸/۳۰ در تبریز به علت ایست قلبی درگذشت و سپس به تهران انتقال یافت و در بهشت زهرا در قطعه ۸۹، ردیف ۱۳۶، شماره ۴۶ به خاک سپرده شد.